# Південноуральська сільська рада
Південноура́льська сільська рада (рос. Южноуральский сельский совет) — сільське поселення у складі Переволоцького району Оренбурзької області Росії.
Адміністративний центр та єдиний населений пункт — селище Сирт.

## Населення
Населення — 920 осіб (2019; 895 в 2010, 782 у 2002).